# PowerBook 170
Macintosh PowerBook 170は、1991年、AppleによりPowerBook 100とPowerBook 140と同時にリリースされた 。フォームファクターはPowerBook 140と同じで、より高速な25MHzのCPUを搭載したPowerBookラインの初代ハイエンド機である。 FPUとより高価で大幅に優れた品質を備えたMotorola68030プロセッサとモノクロの10インチ (250 mm)TFT液晶ディスプレイを搭載している。 1992年に後継機のPowerBook180に置き換えられた。

## 特徴
PowerBook 100は、内部アーキテクチャはMacintosh Portableの直系の子孫だが、PowerBook 170はPortableの後継機といえる。デスクトップMacintoshの妥協のない携帯型バージョン、PowerBook 170は、当時の同等のデスクトップと同様に、Macintosh Portableに組み込まれた機能の事実上すべてが含まれているが、より小さくて洗練されたケースデザインである。Portableのより適切な代替品として開始された第一世代であるPowerBook 170は、小型化された筐体に搭載されていない機能は、外部ビデオポートと内部ROMとPDSの拡張スロットだった。実際、Appleは発表された直後にPortable用の独自の外部モニタアダプタをキャンセルし、代わりのソリューションは多数のサードパーティのプロバイダに頼っており、当時のFCC規制は、PDS拡張スロットに関して、外部接続を制限しており、利用を妨げた。1年も経たないうちに出た後継機PowerBook 180は外部ビデオに対応したが、拡張スロットは3年後のPowerBook 500シリーズでPCMCIAカードの形で登場するまで、Macintoshの携帯型機には搭載されなかった。170はまた、外付けフロッピーディスクポート（Macintosh Classic IIだけが1つ持っていた）を削除し、2番目の内部フロッピーディスクポート（デスクトップ機でも搭載しれいない為）は想定されなかった。全体的には、パワフルなMacintosh IIciデスクトップに近い機能と性能を持っていたラップトップである。
PowerBook 170は、新しい電源管理やその他のユニークなハードウェア機能をサポートするためにSystem 7.0.1で投入された。しかし、1991年のRAMの価格が高かったため、170には100や140と同様に、ロジックボードに直接はんだ付けされた2MBのRAMしか搭載されておらず、System 7での使用には制限があると批評家は論じていた。さらに、System 7の各国向けローカライズ版がまだ利用できなかったため、AppleのSystemソフトウェアの日本語版6.0.7バージョンは、3つの新しいPowerBookすべてをサポートするように修正され、漢字TalkバージョンJ-6.0.7.1としてリリースされた。 その結果、後に6.0.8で使用するために適用され、多くのユーザーが高価な独自のRAMカードでオンボードRAMをアップグレードするのではなく、彼らのPowerBook上でSystem 6.0.8を実行できるようになった（6MBのカードは、米国で899ドル）。 170は、2MBの追加RAMカードが搭載された状態で出荷されたので、メモリ不足問題は少なかったが、4MBは、System 7で使用するための最小推奨RAMサイズであり、RAMディスク、バッテリーの省電力機能を使用するための実用的ではなかった。

## デザイン
PowerBook140とPowerBook100と同時にリリースされたが、140と170は両方ともAppleがデザインし、100はフルサイズのMacintosh PortableアーキテクチャからSonyによる実装で小型化された。170は、Appleによって作成された最初のPowerBookであり、100は実際には最初の設計改善であり内部アーキテクチャはシリーズの中で最も古い。

### 仕様
- プロセッサ： Motorola 68030 CPUとMotorola 68882 FPU、いずれも25MHz
- RAM：オンボード2MB、4MBで出荷 、6MBまたは8MBに拡張可能
- ROM：1MB
- ハードディスク：40 - 80MB (2.5インチSCSI)
- フロッピーディスク：1.44MBスーパードライブ
- サポートされるシステム： 漢字Talk 6.0.7.1 、漢字Talk 7.1 - Mac OS 7.6.1
- ADB ：1ポート
- シリアル：2ポート
- モデム：オプション（このモデルの拡張ポートに使用）
- 画面：アクティブマトリックス、1ビットモノクロ 640×400

1992年にカラフルな筐体のJLPGAスペシャルエディションが500台限定生産された。